# Stefanie Patruno
Stefanie Patruno (* 1979) ist eine deutsche Kunsthistorikerin und Kuratorin. Seit 2021 ist sie Direktorin an der Städtischen Galerie Karlsruhe.

## Leben
Stefanie Patruno studierte von 1998 bis 2005 Kunstgeschichte, Klassischen Archäologie und Byzantinistik an der Ruprecht-Karls-Universität in Heidelberg. Von 2005 bis 2016 war sie zunächst als Ausstellungskuratorin und Sammlungskustodin für die Bereiche Skulptur, Fotografie und Neue Medien an der Kunsthalle Mannheim tätig. 2016 wurde sie als stellvertretende Direktorin, Kuratorin und Sammlungskonservatorin an das Institut Mathildenhöhe Darmstadt berufen. Ausstellungen kuratierte sie u. a. zu „Staging Identity. Zwischen, Maskerade, Rollenspiel und Körperinszenierung“ (2020), „Ulla von Brandenburg. Der Regung Regel“ (2018), „Raumkunst – Made in Darmstadt“ (2017/2020), „Nur Skulptur! Das Mannheimer Skulpturenprojekt“ (2013), Germaine Richier. Retrospektive (2014), „Pipilotti Rist: Augapfelmassage“ (2012), „Fausto Melotti. Akrobat der Moderne“ (2010).
Sie ist Mitherausgeberin von Katalogen und Autorin zahlreicher Aufsätze und Vorträge. Seit 2013 promoviert sie über „Das Werk Thomas Hirschhorn im Kontext künstlerischer Strategien im öffentlichen Raum“ an der Rheinische Friedrich-Wilhelms-Universität Bonn.
Ihre Forschungsschwerpunkte liegen im Bereich der Klassischen Moderne, Nachkriegsmoderne und Gegenwartskunst, einschließlich der Neuen Medien.

## Kuratierte Ausstellungen
2006
- Udo Lindenberg: Keine Panik, Bilder & Graphiken aus den Jahren 1996–2006, in Kooperation mit Meyers Lexikonverlag

2007
- Akademie der Bildenden Künste Karlsruhe: Meisterschüler
- Discovering Backstage
- H.W. & J. Hector-Kunstpreis 2006: Einzel- und Gruppenausstellung der Preisträger: Albrecht Schäfer, Nasan Tur und Sonja Vordermaier

2008
- Glaube, Liebe, Design: Der Gestalter als Markenweltschöpfer
- Giuseppe Gallo: All in, in Kooperation mit dem MACRO, Rom
- La Zon-Mai: Eine multikulturelle und multimediale Tanzinstallation
- Cité nationale de l’histoire de l’immigration, Paris, in Kooperation mit dem Goethe-Institut, Mannheim / Heidelberg

2009
- Anton Henning: Antonym Malerei, Zeichnung, Skulptur und Video 1990 bis 2009, in Kooperation mit dem Wilhelm-Hack-Museum, Ludwigshafen a. Rh.

2010
- Fausto Melotti: Akrobat der Moderne, in Kooperation mit dem Kunstmuseum Winterthur
- Hector Kunstpreis & Hector Förderpreis 2009 Die Preisträger: Tobias Rehberger und Benjamin Appel

2011
- Thomas Hirschhorn: It´s Burning Everywhere, in Kooperation mit dem Dundee Contemporary Arts, Dundee, Schottland
- Jan Lauwers & Needcompany: The House of our Fathers, in Kooperation mit dem Nationaltheater Mannheim
- Premiere_1: ENRIQUE MARTY

2012
- Pipilotti Rist: Augapfelmassage
- In Kooperation mit der Hayward Gallery, London und dem Kunstmuseum St. Gallen
- Premiere_2: NASAN TUR

2013
- Nur Skulptur!
- Das Mannheimer Skulpturenprojekt in Zusammenarbeit mit Bogomir Ecker, Ulrike Lorenz sowie John Bock, Thomas Hirschhorn, Thomas Rentmeister, Roman Signer, Kiki Smith

2014
- Germaine Richier. Restrospektive, in Kooperation mit dem Kunstmuseum Bern